# The Shooting Party
The Shooting Party es una película británica de 1985 dirigida por Alan Bridges y basada en la novela homónima de Isabel Colegate. La historia, ambientada en 1913, retrata la forma de vida de unos aristócratas ingleses reunidos para la caza del faisán y mostrar así como se permiten toda clase de placeres e indulgencias. Su existencia no puede ser más distinta de quienes los rodean, que son mucho más pobres que ellos: los campesinos sirven de diana a los aristócratas, que se divierten disparándoles. La película se proyectó en el 14.º Festival internacional de cine de Moscú.

## Argumento
En el otoño de 1913, un numeroso grupo de huéspedes se reúne en la propiedad de sir Randolph Nettleby (James Mason) y su mujer Minnie (Dorothy Tutin) para pasar un fin de semana cazando. Durante los siguientes días, dos de los  huéspedes, lord Gilbert Hartlip (Edward Fox) y Lionel Stephens (Rupert Frazer), crean un juego basado en comprobar quien puede cazar más. Hartlip es un deportista renombrado, Frazer anda detrás de él, mientras Frazer esta ansioso de impresionar a la chica de la que está enamorado Olivia, ella está casada (Judi Bowker). La mujer de Hartlip, Aline (Cheryl Campbell), está llevando en secreto un relación amorosa con otro huésped, lord Reuben Hergesheimer (Aharon Ipalé). Mientras tanto, la nieta de Nettleby, Cicely (Rebecca Saire), se deja cortejar por una chica húngara (Joris Stuyck).
Todas las tensiones personales de los personajes llevan a que uno de los aristócratas sea asesinado accidentalmente el día de la caza. En los créditos finales se revela la identidad de los integrantes del grupo de caza, que más tarde morirán en la Primera Guerra Mundial.

## Reparto
| Actor             | Personaje               |
| ----------------- | ----------------------- |
| James Mason       | sir Randolph Nettleby   |
| Edward Fox        | lord Gilbert Hartlip    |
| Dorothy Tutin     | lady Minnie Nettleby    |
| John Gielgud      | Cornelius Cardew        |
| Gordon Jackson    | Tom Harker              |
| Cheryl Campbell   | lady Aline Hartlip      |
| Robert Hardy      | lord Bob Lilburn        |
| Aharon Ipalé      | sir Reuben Hergesheimer |
| Joris Stuyck      | el conde Tibor Rakassyi |
| Rebecca Saire     | Cicely Nettleby         |
| Sarah Badel       | Ida Nettleby            |
| Rupert Frazer     | Lionel Stephens         |
| Judi Bowker       | lady Olivia Lilburn     |
| Warren Saire      | Marcus Nettleby         |
| John J. Carney    | Jarvis                  |
| Ann Castle        | lady Mildred Stamp      |
| Daniel Chatto     | John                    |
| Mia Fothergill    | Violeta                 |
| Thomas Heathcote  | Ogden                   |
| Barry Jackson     | Weir                    |
| Jonathan Lacey    | Dan Glass               |
| Richard Leech     | Dr. West                |
| Jack May          | sir Harry Stamp         |
| Deborah Miles     | Ellen                   |
| Daniel Moynihan   | Maidment                |
| Patrick O'Connell | Charlie Lyne            |
| Nicholas Pietrek  | Osbert                  |
| Lockwood West     | Rogers                  |
| Frank Windsor     | Glass                   |

## Análisis
Hay un sentimiento general entre la población, por el que presienten que va a suceder un cambio en sus vidas , sus creencias no son inciertas la  (Primera Guerra Mundial) cambiará a todos por completo.
 El director  James Mason con esta película quiere hablar de aquello que hay después de la muerte.

## Producción
Según el documental DVD extras, en la primera sesión del primer día de rodaje, todos los protagonistas masculinos, incluido Paul Scofield, que interpretaba a Sir Randolph Nettleby, iban a disparar desde encima de un freno de tiro tirado por un caballo. Este era llevado por el conocido maestro de caballos de cine George Mossman. Sin embargo, al doblar la primera esquina, el tablón de freno en el que Mossman estaba parado se rompió en dos y Mossman fue arrojado hacia adelante y hacia abajo, cayendo entre los juegos de ruedas, llevando las riendas consigo. Fue golpeado por la pezuña de un caballo y sufrió una conmoción cerebral. Los caballos se sacudieron y rompieron a galopar. Rupert Frazer admitió que fue el primero en saltar, aterrizando de forma segura pero quedando magullado. Ahora fuera de control, los caballos giraron hacia la derecha cuando se enfrentaron a un muro de piedra que hizo que el freno de tiro rodara por completo, catapultando a los actores en una pila de andamios que habían sido apilados junto a la pared. Robert Hardy se puso de pie y se dio cuenta, asombrado, de que estaba ileso. Miró hacia el otro lado para ver a Edward Fox levantarse, «ponerse completamente verde y caer como un fardo». Él se había roto cinco costillas y un omóplato. Luego notó que Paul Scofield estaba muy quieto en el suelo, «y vi que la espinilla le sobresalía de los pantalones». Como la acción de la película tiene lugar en octubre debido a la temporada de lanzamiento de la perdiz, hubo que elegir entre retrasar el rodaje durante un año o volver a rodar. James Mason estaba terminando de rodar Doctor Fischer de Ginebra para la BBC y el calendario de rodaje fue modificado para que pudiera hacerse cargo de interpretar a Sir Randolph Nettleby seis semanas después.[4]
La película se rodó en Knebworth House, Hertfordshire.

## Recepción
La película obtuvo una crítica positiva por parte de Pauline Kael. «Bridges, como se puede ver también en su película de 1982 The Return of the Soldier, tiene un don especial para estas evocaciones de un mundo visto en una campana de cristal, y ahora, con Geoffrey Reeve como productor y Fred Tammes como director de fotografía, ha perfeccionado sus técnicas. A finales de su carrera (nació en 1927), Bridges va más allá de ser pictórico y literario, agudiza las irónicas observaciones de la novela sobre la época eduardiana y al mismo tiempo infunde una dulzura sensual en el material. Después de conocer a los miembros clave de la fiesta, la película nos sitúa entre las acciones y conversaciones que se desarrollan simultáneamente. Y a medida que los eventos se vuelven más importantes el intenso Bridges acelera el ritmo y refuerza el control emocional de la película sobre nosotros. Las actrices como Cheryl Campbell y Judi Bowker causan una impresión más fuerte en su breve tiempo frente a la pantalla que en sus largos períodos en la televisión. Cheryl Campbell cambia de papel por un momento se convierte en una cotilla con chismes entrometidos, y en el siguiente una tentadora sensualista acariciada por su largo y ondulado cabello rubio. Es una actuación importante que recuerda a Joan Greenwood en su forma más seductora. Y Judi Bowker, como la candorosa Lady Olivia, la esposa del torpe Lord Lilburn (Robert Hardy), mira a la cámara con una mirada directa que la hace parecer infinitamente bella. Cuando el alto y delgado joven abogado Lionel Stephens (Rupert Frazer), declara su amor por ella, piensas, por supuesto, ¿cómo podría mirarla a los ojos claros y no imaginar profundidades de misterio?»